# Marmota
Les marmotes (Marmota) són un gènere de mamífers de la família dels esciúrids. Viuen a l'alta muntanya a l'hemisferi nord. Són rosegadors de mida mitjana, una mica més grossos que els gats domèstics, de potes curtes i cos ample que els proporcionen un aspecte força rabassut.

## Hàbits
Són animals colonials de costums diürns, estretament emparentats amb els esquirols però que viuen a terra. S'amaguen en galeries o entre els rocs. S'alimenten d'herbes, baies, líquens, molsa, rels i flors.
N'hi ha 14 espècies vivents, totes distribuïdes únicament en l'hemisferi nord. Les que es poden veure avui dia al Pirineu corresponen a l'espècie Marmota marmota, anomenada comunament marmota alpina, probablement perquè és dels Alps des d'on les portaren al Pirineu.
Les marmotes són un plat apreciat a la gastronomia de Mongòlia.

## Al Pirineu
La marmota s'havia extingit dels Pirineus fa 15.000 anys, però fou repoblada a mitjans del segle passat, amb 400 exemplars de marmota alpina provinents de la zona de la Vanoise i d'altres de la zona de Maljasset.
Avui en dia les poblacions pirinenques han arribat als 10.000 exemplars, malgrat el teòric problema de la baixa diversitat genètica que tenen.

## Taxonomia
- Subgènere Marmota
  - Marmota marmota - marmota alpina
  - Marmota baibacina - marmota d'estepa
  - Marmota bobak - marmota bobac
  - Marmota broweri - marmota d'Alaska
  - Marmota camtschatica - marmota de Kamtxatka
  - Marmota caudata - marmota cuallarga
  - Marmota himalayana - marmota de l'Himàlaia
  - Marmota menzbieri
  - Marmota monax - marmota monax, marmota canadenca
  - Marmota sibirica - marmota siberiana, marmota de Mongòlia, tarvaga
- Subgènere Petromarmota
  - Marmota caligata - marmota argentada
  - Marmota flaviventris
  - Marmota olympus
  - Marmota vancouverensis - marmota de l'illa de Vancouver

### Marmotes extintes
S'han trobat fòssils de les marmotes següents:
- Marmota arizonae Arizona
- Marmota minor Nevada
- Marmota robusta Xina
- Marmota vestus Nebraska

## Galeria

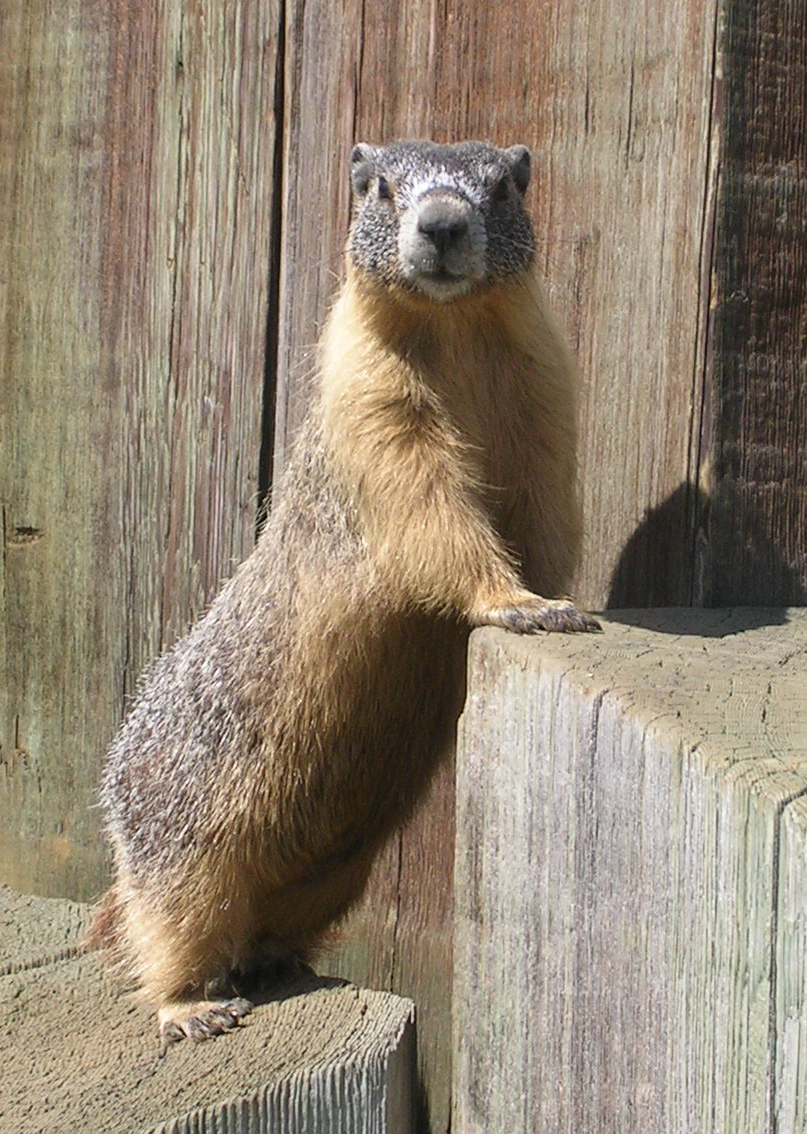
Marmota flaviventris
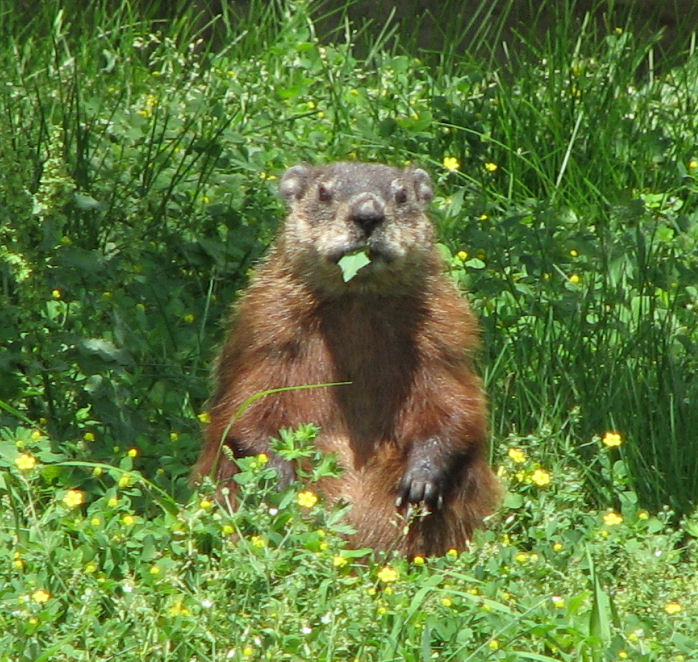
Marmota monax a Ottawa, Ontario
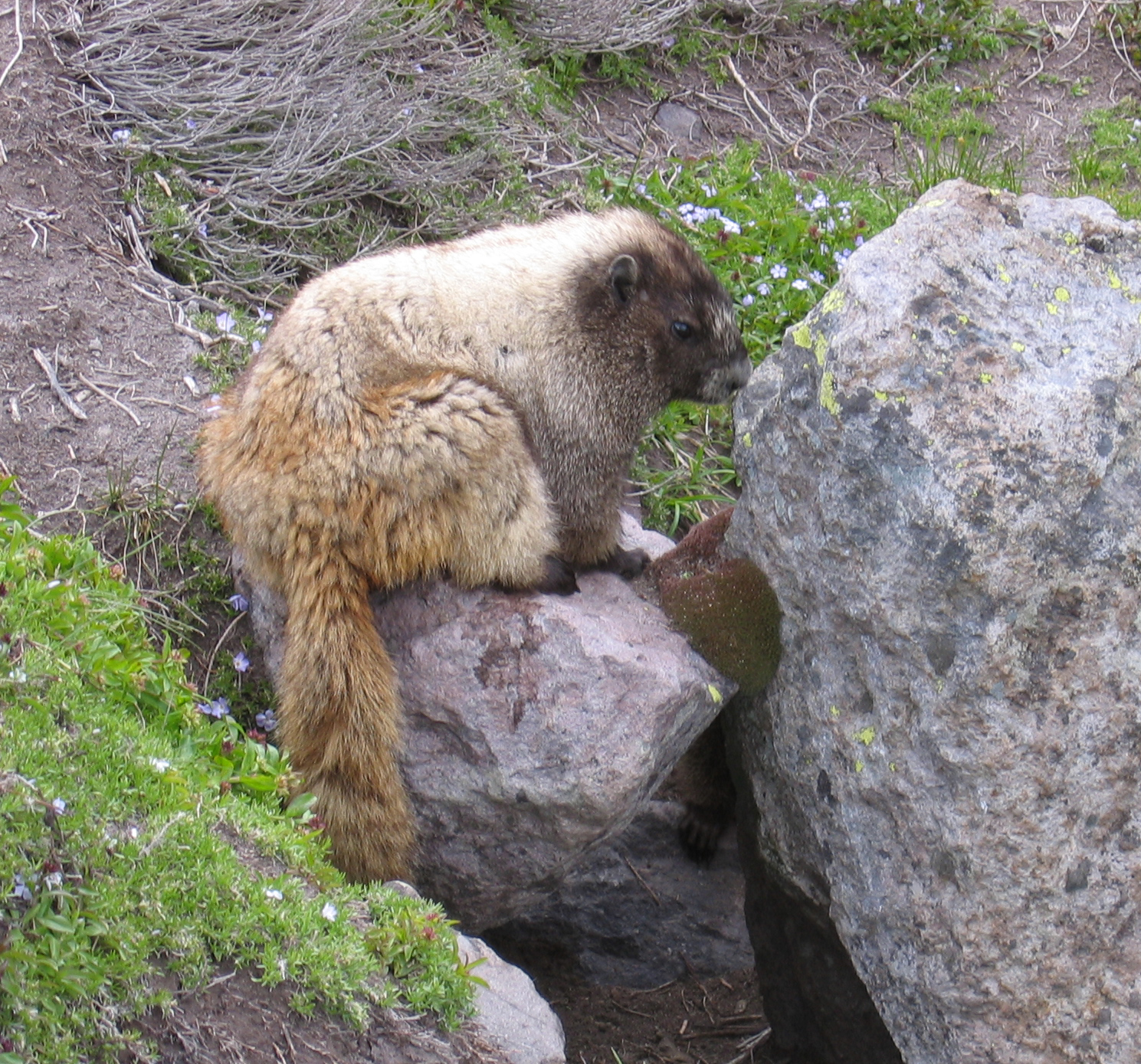
Marmota caligata), Mt. Rainier National Park
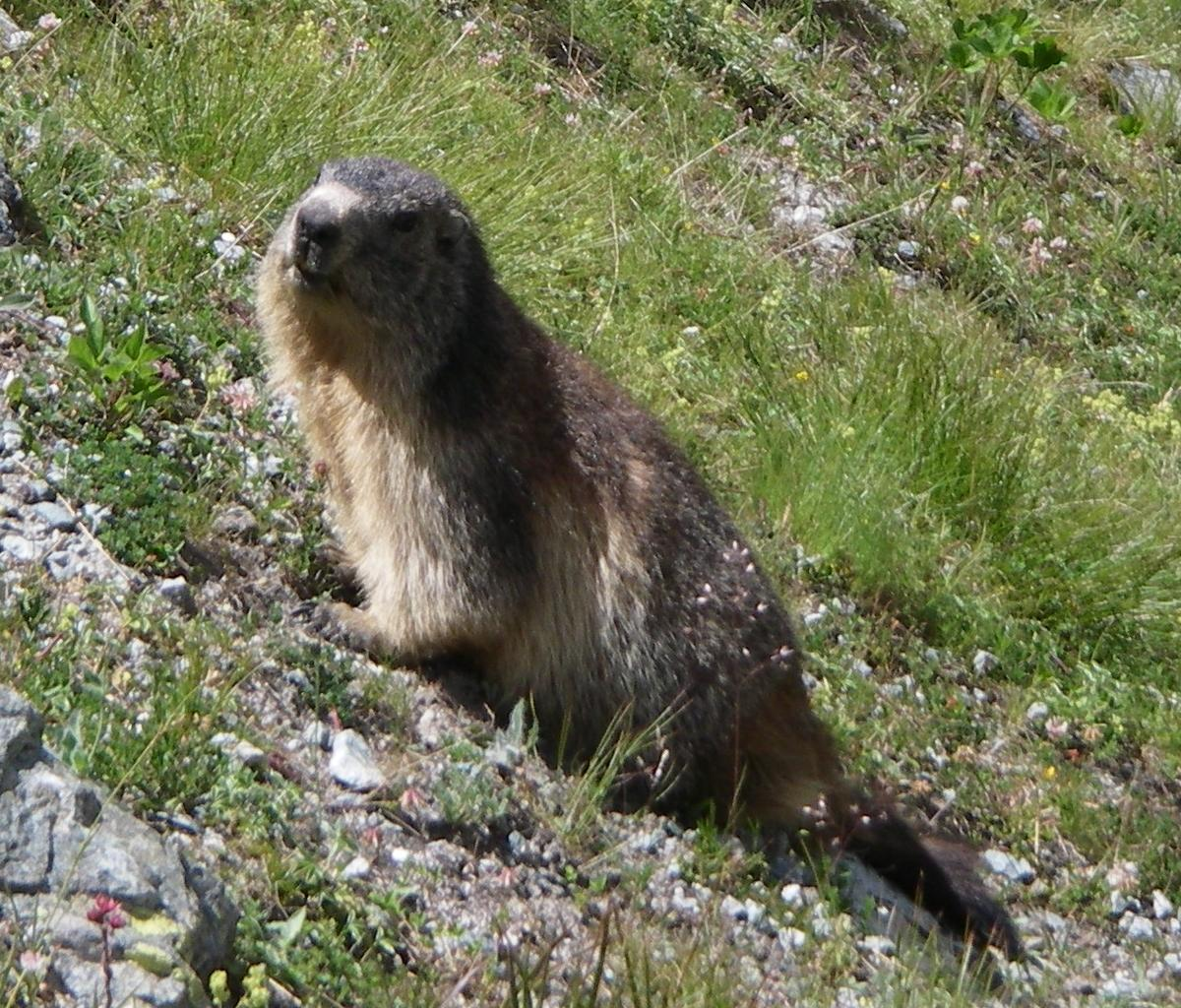
Marmota alpina al Massif des Écrins
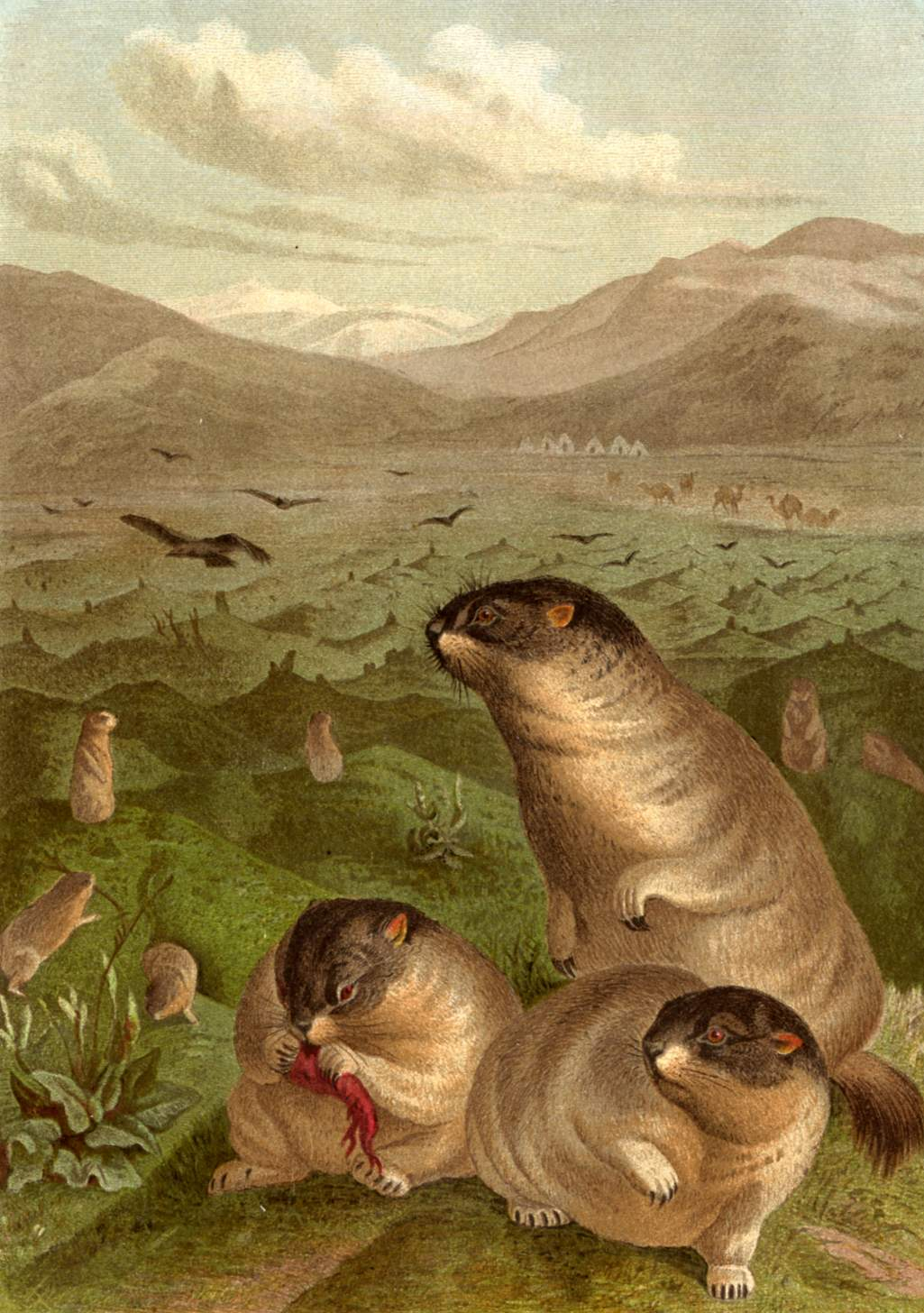
Marmota bobak
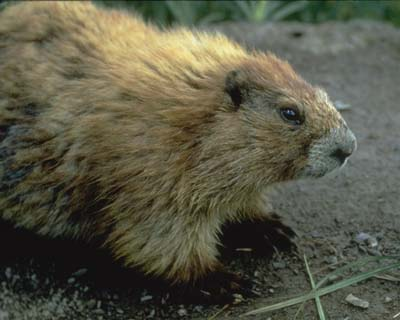
Marmota olympus
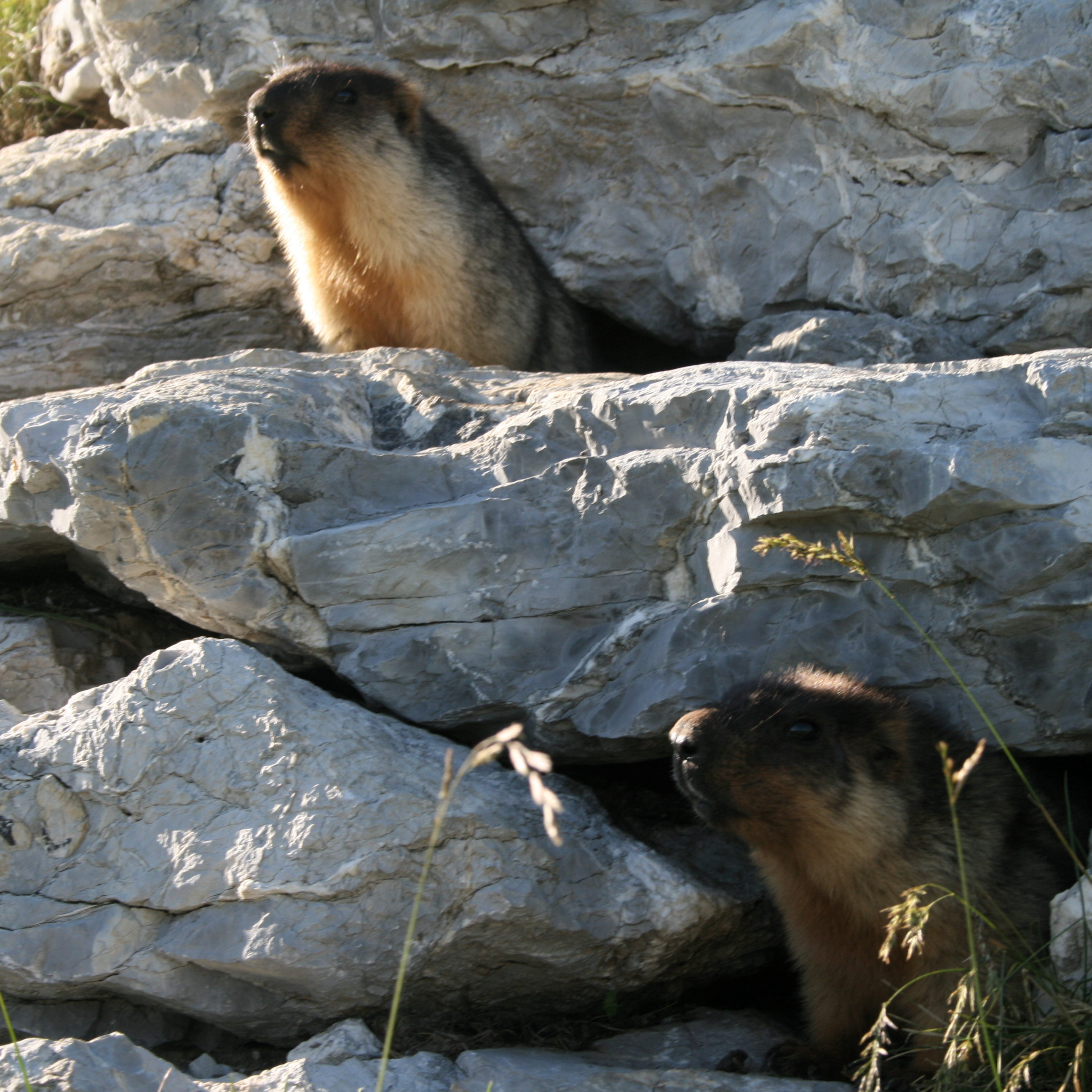
Marmota camtschatica
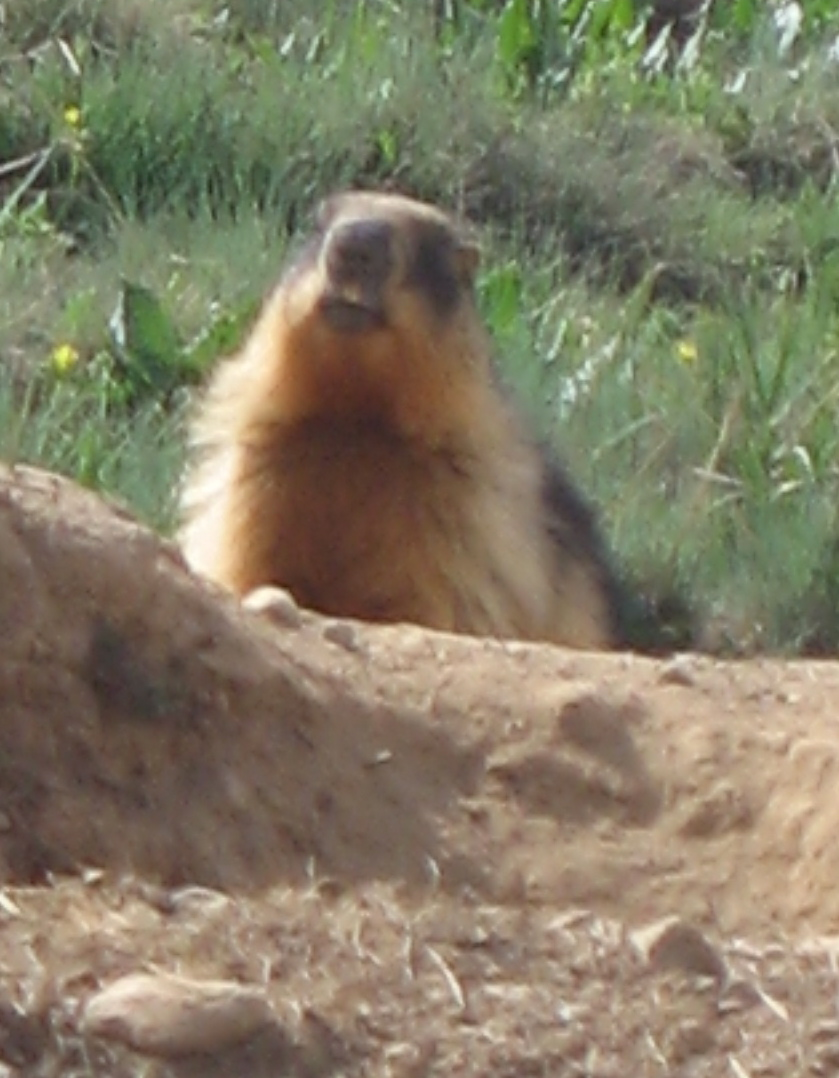
Marmota caudata, Pakistan
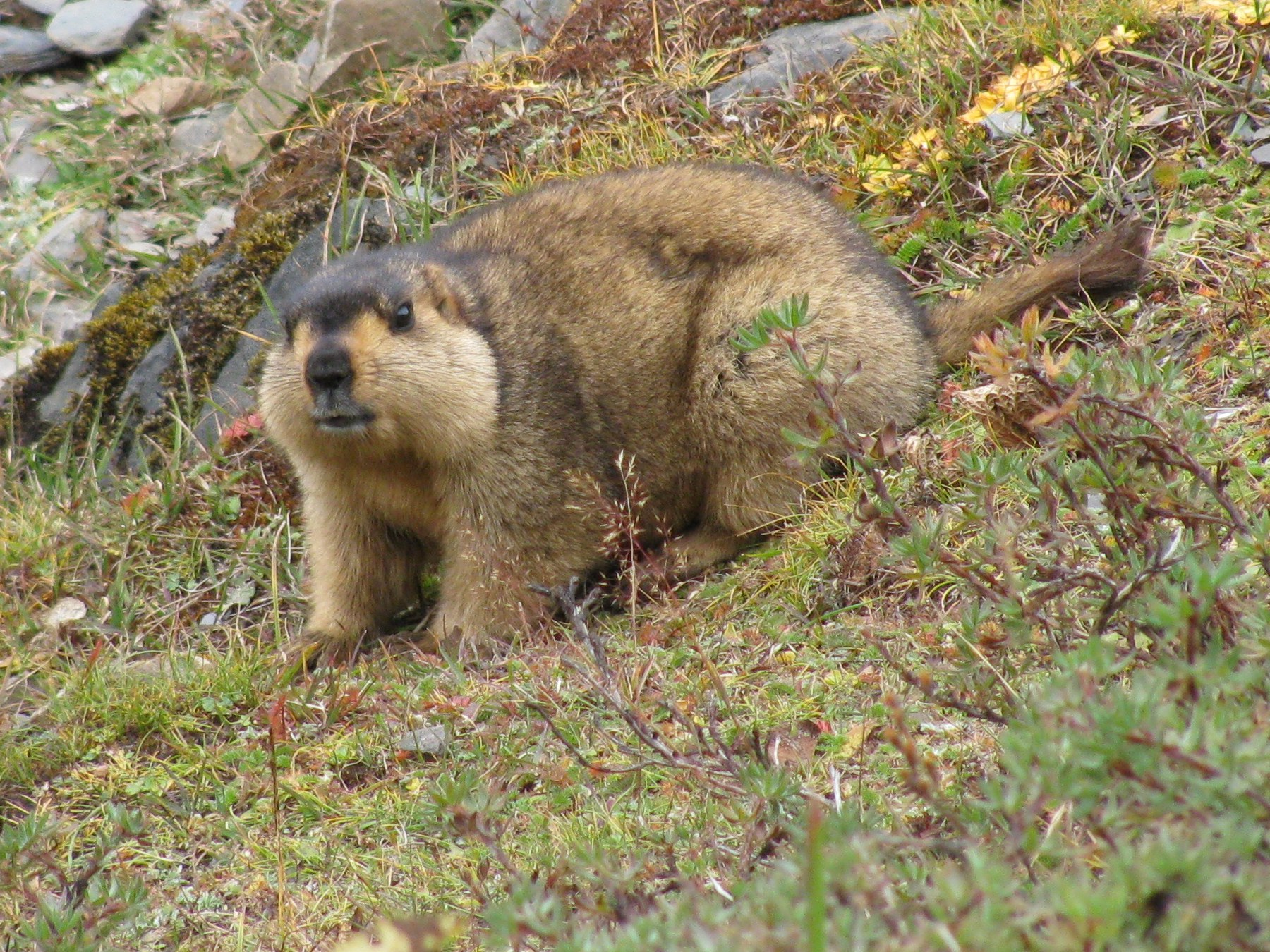
Marmota himalayanus, Bhutan
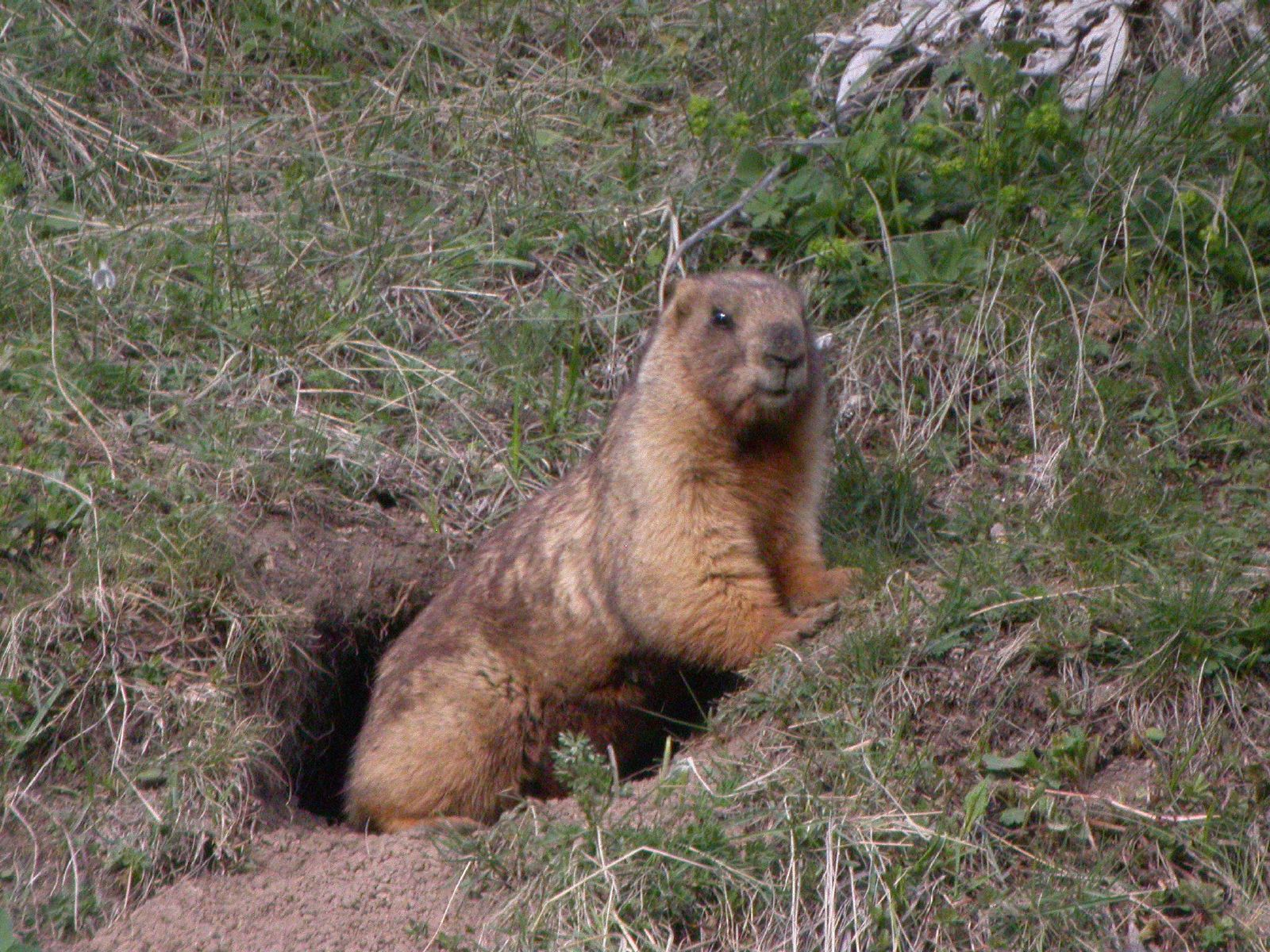
Marmota baibacina, Altai, Kazakhstan
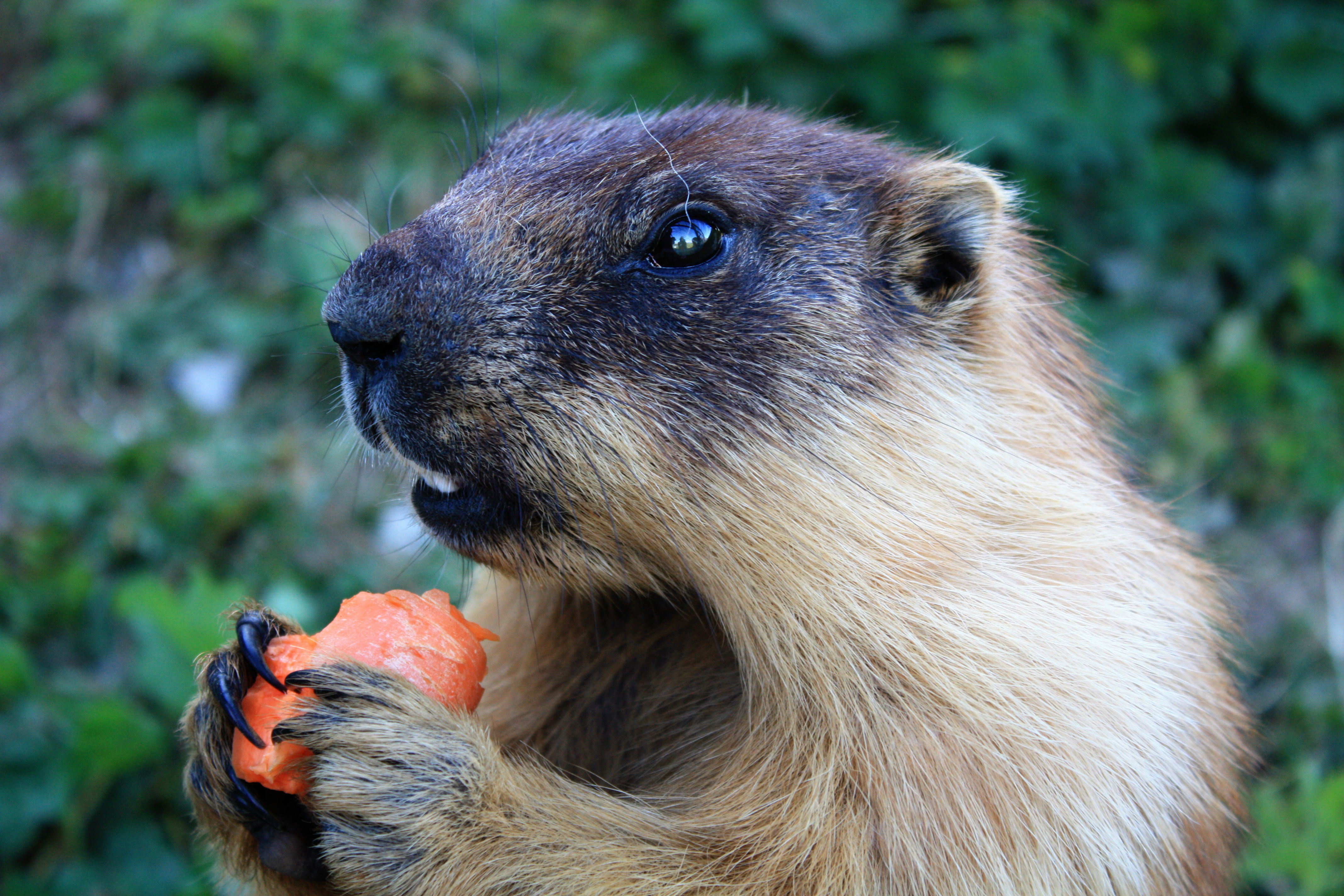
Marmota sibirica